# Pogonota
Pogonota is een geslacht van insecten uit de familie van de drekvliegen (Scathophagidae), die tot de orde tweevleugeligen (Diptera) behoort.

## Soorten
- P. barbata (Zetterstedt, 1838)
- P. gilvipes (Loew, 1863)
- P. hirculus (Zetterstedt, 1838)
- P. immunda (Zetterstedt, 1838)
- P. pallida Malloch, 1931
- P. sahlbergi (Becker, 1900)